# Амбракия
Амбраки́я (др.-греч. Ἀμβρᾰκία), Ампракия (др.-греч. Ἀμπρᾰκία, ион. Ἀμβρακίη) — древнегреческий полис в западной части Греции, располагался на берегах реки Арахтос, на месте современной Арты. Амбракия была основана коринфянами в VII веке до н. э., в III—II веках до н. э. была столицей Эпирского царства.

## История
В древнегреческих мифах основателем города называют Амвракса, сына Феспрота. По другой версии, честь основания города отдают Амбракии, дочери царя дриопов Меланея и Эхалии, сестры Еврита. Действительно, если на севере соседями амбракийцев были молосcы, то на востоке — дриопы (одно из афаманских племен).
Полагают, что город был основан между 650 и 625 годами до н. э. Горгом, сыном коринфского тирана Кипсела. Обнесенная крепостной стеной, Амбракия стала одним из опорных пунктов коринфян на морском пути из Эллады в Великую Грецию. Жители полиса занимались сельским хозяйством, рыболовством, заготовкой древесины для кораблестроения, вывозили продукцию городских ремесленников в Эпир. После изгнания Периандра, сына Горга, в Амбракии установилась демократическая форма правления.
В составе общеэллинского союза Амбракия принимала участие в греко-персидских войнах. Семь её боевых кораблей сражались в морской битве при Саламине, пятьсот гоплитов — в сражении при Платеях. Амбракия поддерживала тесные торговые связи с Коринфом и была его верным союзником, а также враждовала с Керкирой, с которой воевала на стороне Коринфа в 433 году до н. э., в частности амбракийцы приняли участие в сражении при Сиботских островах. С началом Пелопонесской войны амбракийцы вместе с Коринфом являлись союзниками Спарты. Напротив, соседи Амбракии, Амфилохия и Акарнания, выступили на стороне Афин. В 426 году до н. э. в битве при Идомене (или при Ольпах) амбракийцы были разгромлены объединенным войском афинян и акарнанцев. Эта катастрофа подорвала силы города.
В 338 году Амбракия была завоевана Филиппом II Македонским. Город избежал полного подчинения, но был вынужден принять македонский гарнизон. В 295 году до н. э. Амбракия перешла под власть эпирского царя Пирра, который сделал её столицей своего государства. В последующие десятилетия город пережил расцвет своего существования, его улицы были украшены дворцами, храмами, театрами, многочисленными скульптурами.
В 189 году до н. э. Амбракия была осаждена римским войском под командованием Марка Фульвия Нобилиора. Долгое время римляне не могли добиться успеха, но в ходе переговоров склонили амбракийцев сложить оружие. Заняв Амбракию, Марк Фульвий приказал демонтировать все городские скульптуры и вывезти их в Рим. Завоеватели даровали Амбракии номинальный статус свободного города. Когда император Август основал на юго-западной оконечности Эпира город Никополь, в него была принуждена переселиться большая часть амбракийцев, и сама Амбракия постепенно запустела. Уже в византийские времена на месте старого полиса выросло новое поселение под названием Арта. От античного города сохранились лишь остатки большой хорошо сложенной каменной стены.